# Shangling
Shangling är en köping i sydöstra Kina. Den ligger i Heping härad i staden Heyuan i provinsen Guangdong,  omkring 240 kilometer nordost om provinshuvudstaden Guangzhou. Antalet invånare är 17 534. Befolkningen består av 8 955 kvinnor och 8 579 män. Barn under 15 år utgör 26,0 %, vuxna 15-64 år 61 %, och äldre över 65 år 12,0 %.